# 2070.
◄ | 20. stoljeće | 21. stoljeće | 22. stoljeće | ►
◄ | 2040-ih | 2050-ih | 2060-ih | 2070-ih | 2080-ih | 2090-ih | 2100-ih | ►
◄◄ | ◄ | 2067. | 2068. | 2069. | 2070. | 2071. | 2072. | 2073. | ► | ►►
Astronomija

## Događaji
- 11. travnja – Pomrčina Sunca koju će se moći vidjeti u Indokini i na Tihom oceanu.
- 4. listopada – Pomrčina Sunca koju će se moći vidjeti u južnoj Africi i na Indijskom oceanu.
- studenoga – Dječja poruka Poruka izvanzemaljskoj inteligenciji (METI) koja je bila poslana sa 70 metarskog planetnog radara u Jevpatoriji, stići će na odredište, zvijezdu HD 197076.